# بيتر يوهانسون
بيتر يوهانسون هو لاعب كرة قدم ومدرب كرة قدم سويدي، ولد في 17 يناير 1955 في Nättraby ‏ في السويد. لعب مع غايس غوتنبرغ ونادي أوسترس.